# Caparaó
Caparaó es un municipio brasilero del estado de Minas Gerais. Su población estimada en 2004 era de 5374 habitantes. El municipio está a 27 km de distancia de la ciudad de Carangola.